# Піоцин
Піоцини — це бактеріоцини, що виробляються бактеріями роду Pseudomonas. Франсуа Жакоб описав перший піоцин у 1954 році. Піоцини можна розділити на три різні класи: піоцини S-типу, R-типу та F-типу. Піоцини S-типу є коліциноподібними бактеріоцинами, тоді як піоцини R-типу та F-типу належать до тайлоцинів.

## Піоцини S-типу
Піоцини S-типу (розчинні) — це бінарні білкові комплекси, які складаються з цитотоксичного білка та імунного білка, який захищає штам-продуцент від цитотоксичних ефектів. Аміно-кінцевий домен білка бере участь у зв'язуванні рецептора, а карбокси-кінцевий домен відповідає за цитотоксичну дію. Більшість піоцинів S-типу діють, руйнуючи ДНК і РНК, але деякі виявляють свою цитотоксичність, утворюючи пори на поверхні клітини або руйнуючи ліпіди. Наразі знайдено кілька піоцинів типу S: S1, S2, AP41, S3, S4, S5, S6.
Піоцин G є прикладом нового піоцину S1-типу, який є нуклеазою. Він зв’язується з рецептором захоплення геміну Hur на поверхні клітини-мішені та переміщується в цитоплазму, де руйнує ДНК. Піоцин G використовує білки внутрішньої мембрани TonB1 і FtsH для транслокації. Піоцин G дуже активний проти клінічних ізолятів P. aeruginosa in vitro, а також in vivo, і також може бути активним при інфекціях P. aeruginosa у людей.
Методи in silico виявляють також нові типи S-піоцинів, коли великі бази даних секвенованої ДНК з роду Pseudomonas перевіряються на наявність нових послідовностей, що кодують піоцин.

## Піоцини R-типу та F-типу
Піоцини R- і F-типу були в основному досліджені на P. aeruginosa. Ці два типи відрізняються своєю будовою; обидва вони складаються з оболонки та порожнистої трубки, що утворює довгу спіралеподібну гексамерну структуру, прикріплену до базової пластини. Існує кілька хвостових волокон, які дозволяють частинці зв’язуватися з клітиною-мішенню. Однак R-піоцини є великою, жорсткою, схожою на хвіст структурою, тоді як F-піоцини є невеликими гнучкими хвостоподібними структурами.
На сьогоднішній день виявлено п'ять підгруп піоцинів R-типу: від R1 до R5. Піоцини типу F, виявлені на даний момент, це піоцин 28, 430f, F1, F2 і F3.